# This Is Why
This Is Why je šesté studiové album americké rockové skupiny Paramore vydané 10. února 2023 pod Atlantic Records. Album vyšlo necelých 6 let od jejich posledního alba, After Laughter (2017), a se stejnými členy jako při tvorbě předešlého alba. Na albu se nachází 10 skladeb, z toho „This Is Why“, „The News“, „C'est Comme Ça“ a „Running Out of Time“ byly vydané jako singl. 

## Seznam skladeb
Všechny skladby napsal(i) Hayley Williams, Taylor York a Zac Farro. 
| Pořadí         | Název                   | Délka |
| -------------- | ----------------------- | ----- |
| 1.             | This Is Why             | 3:26  |
| 2.             | The News                | 3:07  |
| 3.             | Running Out of Time     | 3:12  |
| 4.             | C'est Comme Ça          | 2:29  |
| 5.             | Big Man, Little Dignity | 4:20  |
| 6.             | You First               | 4:05  |
| 7.             | Figure 8                | 3:24  |
| 8.             | Liar                    | 4:21  |
| 9.             | Crave                   | 3:55  |
| 10.            | Thick Skull             | 3:52  |
| Celková délka: | Celková délka:          | 36:16 |